# Alda d'Este

Alda d'Este (Ferrara, 18 de julho de 1333 – Mântua, 26 de setembro de 1381) foi uma nobre italiana. Ela foi senhora de Mântua pelo seu casamento com Luís II Gonzaga.

## Família
Alda foi a segunda filha e criança nascida de Obizzo III d'Este, senhor de Ferrara, e de sua amante, mais tarde esposa, Filipa Ariosti.
Os seus avós paternos eram Aldobrandino II d'Este, marquês de Ferrara, e Alda Rangoni. Os seus avós maternos eram Iacopo Ariosti, um nobre de Bolonha, e sua esposa de nome desconhecido.
Alda teve uma irmã mais velha, Beatriz, a segunda esposa de Valdemar I, Príncipe de Anhalt-Zerbst, além de nove irmãos mais novos, entre eles: Aldobrandino III, marido de Beatriz de Camino, Nicolau II, marido de Verde della Scala, Alberto V, pai de Nicolau III d'Este, etc. 

## Biografia

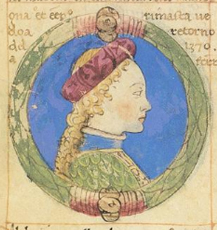
Representação de Alda no manuscrito iluminado Genealogia dei principi d'Este.

Alda se casou com Luís II (também conhecido como Ludovico I), filho do condotiero Guido Gonzaga e de Beatriz de Bar, em 16 de fevereiro de 1356. Ela tinha 22 anos, e ele tinha, 21 ou 21. O casal teve dois filhos, Francisco e Isabel.
A senhora de Mântua fazia parte de uma rede de comunicações com as cortes de Ferrara, Rimini e Pésaro, a qual incluía Margarida Malatesta, Isabel e Margarida Gonzaga. 

### Sepultura
Alda faleceu em 26 de setembro de 1381, aos 48 anos, e foi enterrada na Capela Gonzaga no mausoléu dos senhores de Mântua, Igreja de São Francisco, em Mântua. Luís mandou erguer um monumento em homenagem à esposa falecida. Nas coleções do Palácio Ducal (no apartamento de Guastalla, na Corte Vecchia), encontra-se a escultura funerária em mármore de Alda atribuída a Bonino da Campione.
O túmulo era originalmente composto por quatro colunas sobre as quais estava posicionada a imagem da falecida, acompanhada por duas inscrições colocadas em ambos os lados, também hoje preservadas no Palácio Ducal. Em 1802, o túmulo foi desmontado e os restos mortais foram transferidos para a igreja de Sant'Andrea, e chegaram ao Palácio Ducal apenas em 1928. Desde o século XIX, acredita-se que a personagem retratada no mármore seja Margherita Malatesta, esposa de Francesco Gonzaga. que faleceu em 1399. No entanto, alguns detalhes do vestuário, intimamente ligados à moda em voga até a década de 1480, bem como a idade do falecida, evidenciam que se trata de uma representação de Alda.
Quanto ao artista responsável pela obra, foi proposto o nome de Bonino da Campione, escultor ativo em Milão para Barnabé Visconti, para quem criou o monumento funerário hoje preservado no Castello Sforzesco, e em Verona, onde executou o arca do Cansignorio Della Scala. Típico deste artista são o forte naturalismo do rosto, em que se delineiam de forma característica os traços fisionômicos, bem como os sinais deixados pela idade, e a atenção à representação dos detalhes do vestuário, visíveis, por exemplo, na elegante giornea com longa fileira de botões e mangas de arminho. O escultor foca nesses aspectos, aparentemente secundários, para destacar o prestígio e a riqueza da família Gonzaga.

## Descendência
- Francisco I Gonzaga (1366 – 8 de março de 1407), sucessor do pai e conde de Gonzaga. Foi casado primeiro com Inês Visconti, quem executou sob acusações de adultério, e depois com Margarida Malatesta. Teve filhos legítimos e ilegítimos;
- Isabel Gonzaga (c. 1370 – agosto de 1432), foi esposa de Carlos I Malatesta, senhor de Rimini, mas não teve filhos;